# Bergsräddare
En bergsräddare, i Norden mest fjällräddare, är namnet för medlemmarna i organisationerna som Bergrettungsdienst eller Bergwacht i Tyskland och Österrike, Corpo nazionale soccorso alpino e speleologico i Italien och Mountain Rescue Committee of Scotland i Skottland.